# Aero Trasporti Italiani
Pour les articles homonymes, voir ATI (homonymie).
Aero Trasporti Italiani Spa (ATI) est une compagnie aérienne italienne disparue qui faisait partie du groupe Alitalia.

## Historique

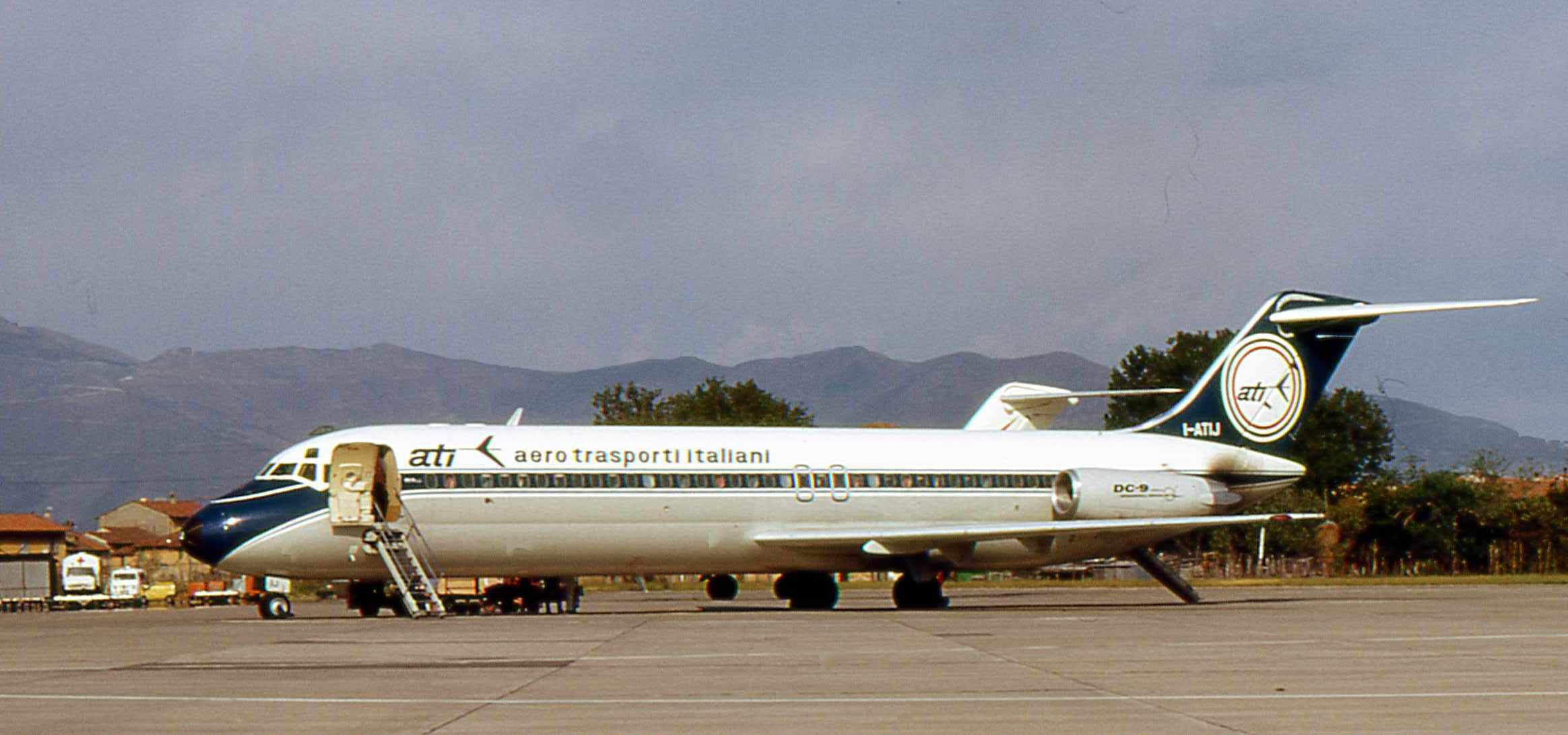
Un McDonnell Douglas DC-9 photographié à l'aéroport de Pise en 1973.

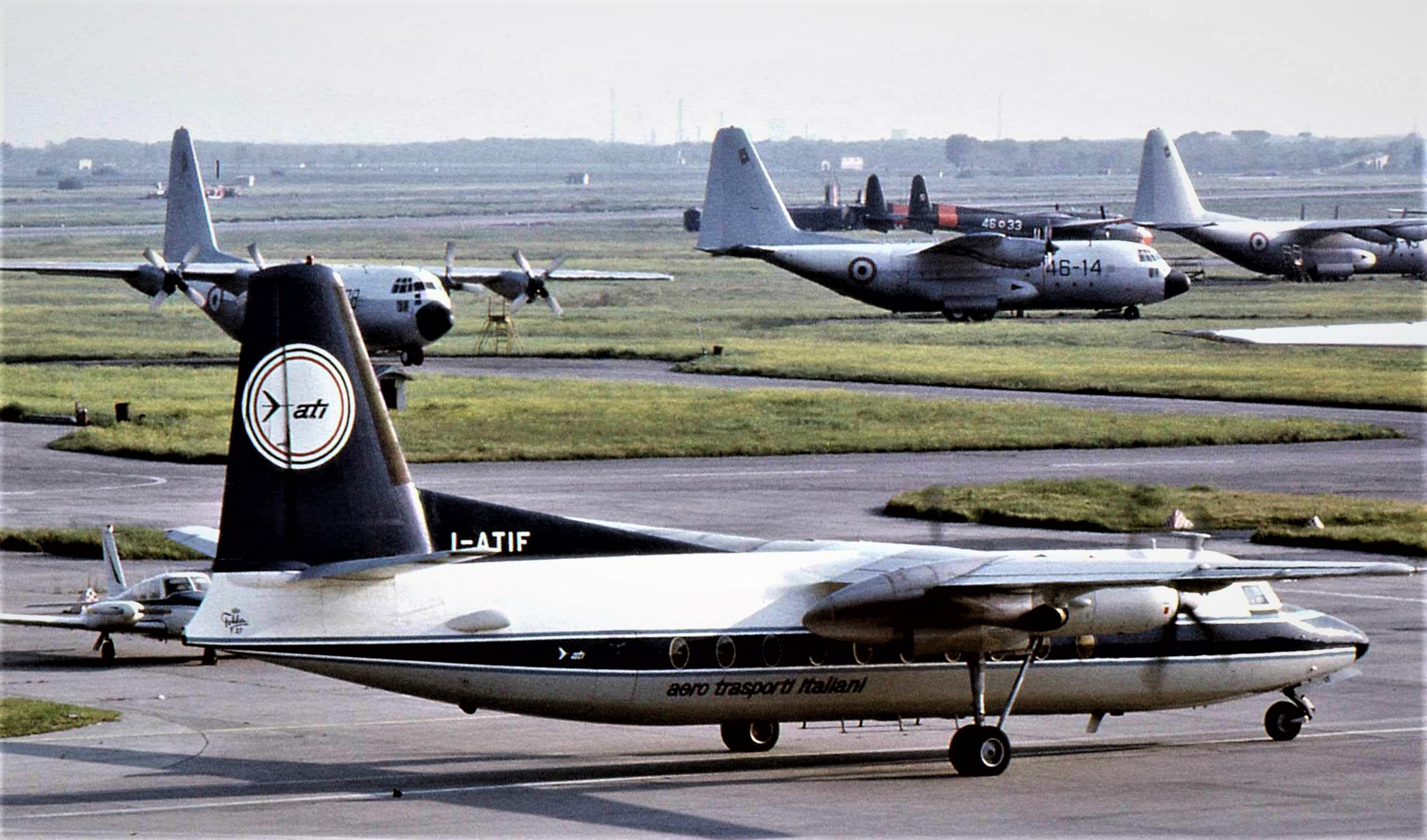
Un Fokker F-27 photographié à Pise avec le C-130 Hercules et C-119 Flying Boxcar dans le fond.

ATI fut constituée le 13 décembre 1963 par Alitalia pour reprendre le réseau domestique jusqu'alors exploité par la Società Aerea Mediterranea (SAM). Basée sur l'aéroport de Naples-Capodichino, elle a démarré son exploitation le 3 juin 1964, tissant rapidement un réseau très dense dans le pays avec une flotte composée uniquement de Douglas DC-9 et Fokker F27 Friendship. À partir de 1974, elle a étendu ses activités à des vols charter moyen-courrier de/vers l'Italie.
ATI a acquis 45 % du capital d'Aermediterranea en mars 1981, les 55 % restants appartenant à Alitalia.
ATI a également exploité pour le compte des Services italiens de l'aviation civile deux Fokker F27-400 spécialement équipés pour le calibrage des aides à la navigation [I-ATIC/N].
En novembre 1994, Alitalia a absorbé ATI et repris à son compte le réseau domestique italien.

## Codes
- IATA BM
- OACI ATI

## Avions utilisés
- ATR42 : 3 entre 1986 et 1990.
- McDonnell Douglas MD-82 : 38 entre 1985 et 1994.
- Douglas DC-9-32 : 16 jusqu'en décembre 1993.
- Fokker F27* : 5 de 1964 à ? .(2 exemplaires pour la calibration des aides à la navigation)